# Friedrich Georg Knöpfke
Friedrich Georg Knöpfke (* 18. April 1874 in Berlin; † 14. September 1933 ebenda) war der erste Direktor der Funk-Stunde Berlin.

## Leben
Von 1895 bis 1903 war er im Verlagsbuchhandel tätig und wurde dann Prokurist. 1911 wurde er Freimaurer in der Johannis-Loge zum Widder, in der er das Amt des Protokollanten bekleidete. Von 1917 bis 1921 war er Prokurist und Werbeleiter der Deutschen Grammophon AG und von 1921 bis 1923 der Vox Schallplatten- und Sprechmaschinen AG.
Hans Bredow hatte 1919 erstmals Rundfunk demonstriert. Als sich Ende 1923 unter der Organisation der Deutschen Stunde die Radio-Stunde AG konstituierte (aus der später die Funk-Stunde AG in Berlin hervorging), wurde Knöpfke bis 1932 deren geschäftsführender Direktor. Am 29. Oktober 1923 verlas er aus dem Berliner VOX-Haus, mit 400 Watt Hochfrequenz, die erste Rundfunkansage: „Achtung, Achtung. Hier ist die Sendestelle Berlin im Vox-Haus auf Welle 400. Meine Damen und Herren, wir machen Ihnen davon Mitteilung, daß am heutigen Tage der Unterhaltungsrundfunkdienst mit Verbreitung von Musikvorführungen auf drahtlos-telephonischem Wege beginnt. Die Benutzung ist genehmigungspflichtig.“
1926 schrieb er an der Universität Breslau seine Dissertation Die Wiedergabe von Bühnenwerken im Rundfunk in ihrer urheberrechtlichen Bedeutung. Als sich am 24. Juni 1926 der Programmrat der deutschen Rundfunkgesellschaften konstituierte, wählte man Knöpfke zum Vorsitzenden.
Nach seinem Rückzug im Jahr 1927 übernahm den Vorstandposten für zwei Jahre der Theaterintendant Carl Hagemann.
Knöpfke besaß auch die Zeitschrift Die Funkstunde. Die Sendegesellschaft wurde später zu 51 % von der Reichspost übernommen und damit halbamtlich. Nach Einschreiten des Aufsichtsrats der Funkstunde und des Reichsrundfunkkommissars Dr. Bredow im Oktober 1928 wurde Knöpfkes Bindung mit der Zeitschrift Funkstunde gelöst. Angeblich hatte er seine Anteile an die Druckerei I.S. Preuss verkauft. Nach einer späteren Überprüfung der Bücher der Druckerei wurde Knöpfke beschuldigt, Schmiergelder von der Druckerei empfangen zu haben.
Im November 1929 traten er und der künstlerische Leiter der Sendespielabteilung Alfred Braun öffentlich zur SPD über, aus der er im Sommer 1932 wieder austrat.
Um 1933, im Zuge der Gleichschaltung, waren zehn von elf Rundfunkintendanten ausgeschieden. Knöpfke, der die Meinungsfreiheit im Rundfunk verfocht und sich gegen diese Politik wehrte, wurde von der Gestapo verhaftet, misshandelt und zur Unterzeichnung eines Korruptionsgeständnisses gezwungen. Nach seiner Freilassung nahm er sich am 14. September 1933 das Leben. Sein Grab befindet sich auf dem Onkel-Tom-Friedhof in Zehlendorf.

## Veröffentlichungen
- Die Wiedergabe von Bühnenwerken im Rundfunk in ihrer urheberrechtlichen Bedeutung; Berlin, Preuß, 1926; Breslau, Univ., Diss., 1927